# Austin Peay Governors
Austin Peay Governors (español: Gobernadores de la Estatal Austin Peay) es el equipo deportivo de la Universidad Estatal Austin Peay, situada en Clarksville, Tennessee. Los equipos de los Governors participan en las competiciones universitarias organizadas por la NCAA, y forman parte de la ASUN Conference. Históricamente, los equipos femeninos habían sido apodados "Lady Govs", pero se les conoce como "Governors" desde el año académico 2015-16.

## Apodo
El apodo de Austin Peay, Governors, procede del nombre del benefactor de la universidad, el gobernador de Tennessee Austin Peay. Previamente se habían denominado "Normalities" o "Warriors", hasta 1937, cuando se hace oficial el apodo actual.

## Programa deportivo
Los Governors participan en las siguientes modalidades deportivas:
| - Masculino - Baloncesto - Béisbol - Fútbol americano - Tenis - Cross - Golf - Atletismo |  | - Femenino - Cross - Baloncesto - Golf - Softball - Voleibol - Tenis - Fútbol - Atletismo |

### Baloncesto
El equipo masculino de baloncesto ha ganado en 7 ocasiones la fase regular de la Ohio Valley Conference, y en otras 4 el torneo de la conferencia, la última de ellas en 2008. Se han clasificado en 6 ocasiones para el Torneo de la NCAA, la última de ellas en 2008.
Un total de 9 jugadores han llegado a entrar en el Draft de la NBA procedentes de Austin Peay, de los cuales 6 llegaron a jugar como profesionales, entre ellos el actual jugador de New Jersey Nets Trenton Hassell.

### Fútbol americano
El equipo de fútbol americano solamente ha ganado en una ocasión la fase regular de su conferencia, en 1977. Siete de sus jugadores han llegado a jugar como profesionales en la NFL.

### Béisbol
Tras el baloncesto, es el equipo de béisbol el que más alegrías ha dado a su universidad, ganando en 6 ocasiones la fase regular de conferencia y en otras 3 el torneo, la última ocasión en 2007. 4 de sus jugadores han llegado a jugar en la MLB.

## Instalaciones deportivas
- Fortera Stadium. Históricamente conocido como Governors Stadium, es el estadio de fútbol americano. Fue construido en 1943, siendo entonces de propiedad municipal, hasta que fue adquirido por la universidad en 2003, cambiando su nombre por el actual. Tiene una capacidad para 10 000 espectadores.[7]
- Winfield Dunn Center. Desde su apertura en 1973 hasta la temporada 2022-23, fue el estadio de los equipos de baloncesto masculino y femenino, así como del equipo de voleibol femenino. La capacidad de la arena ha llegado a 9000, pero fue de 7257 en la temporada 2022-23. Con la mudanza de los equipos de baloncesto al F&M Bank Arena en el otoño de 2023, el Winfield Dunn Center se renovará específicamente para el voleibol.[8]
- F&M Bank Arena. Ubicada fuera del campus en el centro de Clarksville, esta instalación de 5500 asientos abrirá en la temporada 2023-24 como el nuevo estadio de los equipos de baloncesto masculino y femenino.[9][10]